# Jonathan Palmer

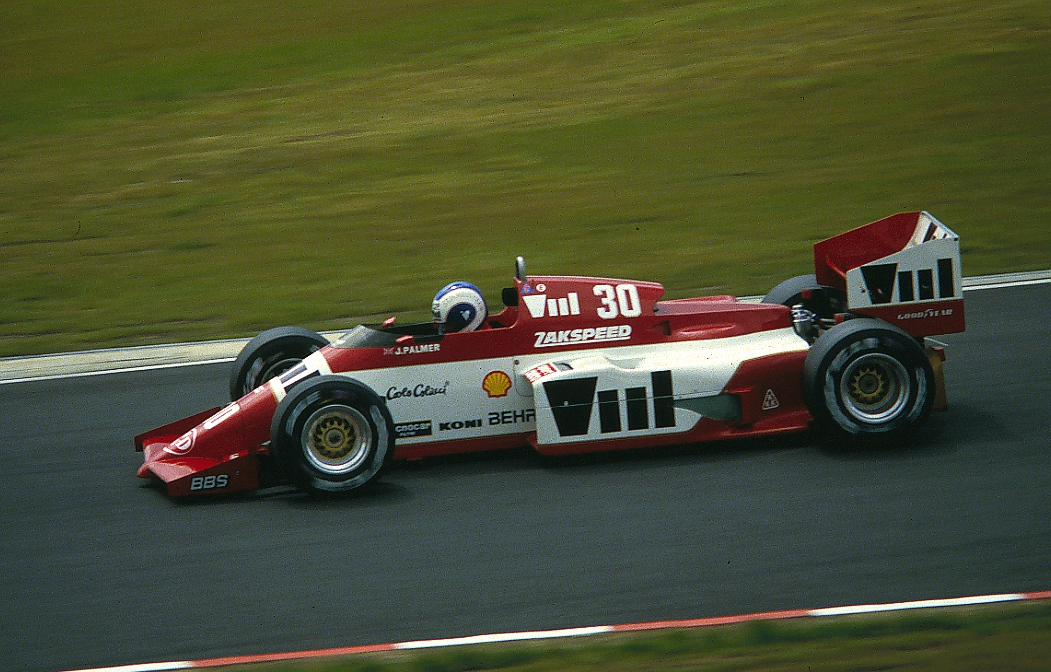
Jonathan Palmer w bolidzie Zakspeed 841 podczas Grand Prix Niemiec (2 sierpnia 1985)

Jonathan Palmer (ur. 7 listopada 1956 w Londynie) – były brytyjski kierowca wyścigowy. W latach 1983-1989 startował w Formule 1.

## Życiorys
W Formule 1 debiutował podczas GP Europy 1983 w Williamsie, zastępując Jacques'a Laffite. Zakwalifikował się do wyścigu na 25 pozycji. W wyścigu zajął 13 miejsce. Następnie przenosił się do RAM Racing i Zakspeed. Pierwsze punkty zdobył w barwach Tyrrella podczas GP Monako 1987. Startując z 15 pola startowego awansował o 10 miejsc, zajmując 5 pozycję. W tym samym sezonie był bliski zdobycia podium podczas GP Australii zajmując 4 miejsce za Thierrym Boutsenem. Karierę kierowcy F1 zakończył 2 lata później.
W 1991 założył organizację PalmerSport. Jest organizatorem imprez motoryzacyjnych, dawniej Formuły 2.